# Theresienwiese

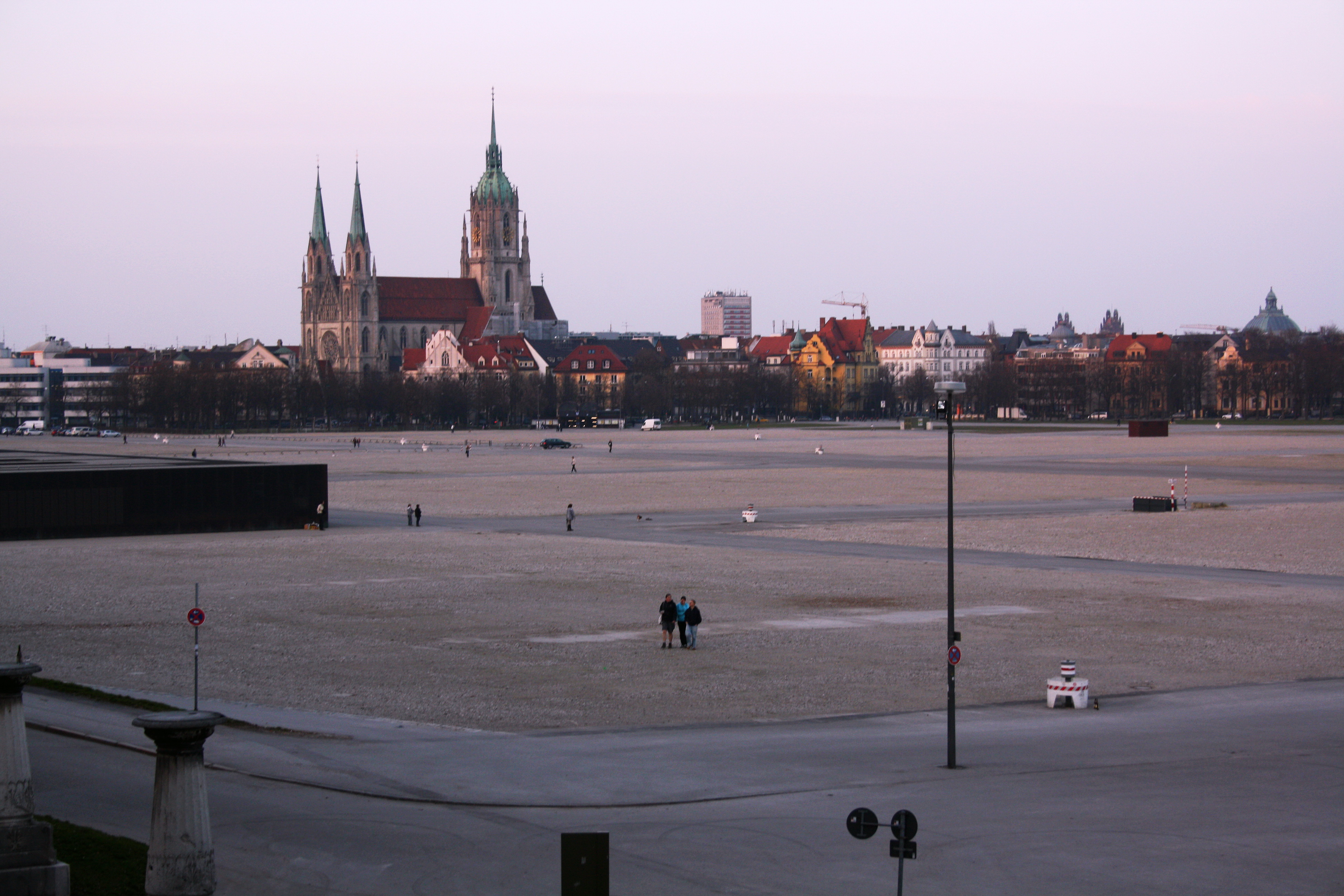
Die Theresienwiese ist die meiste Zeit des Jahres eine leere Fläche

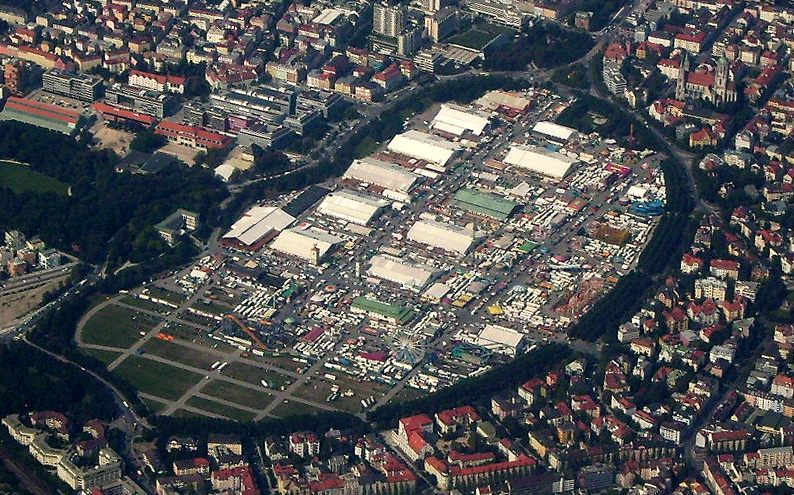
Theresienwiese einen Tag vor der Eröffnung des Oktoberfests (2006)

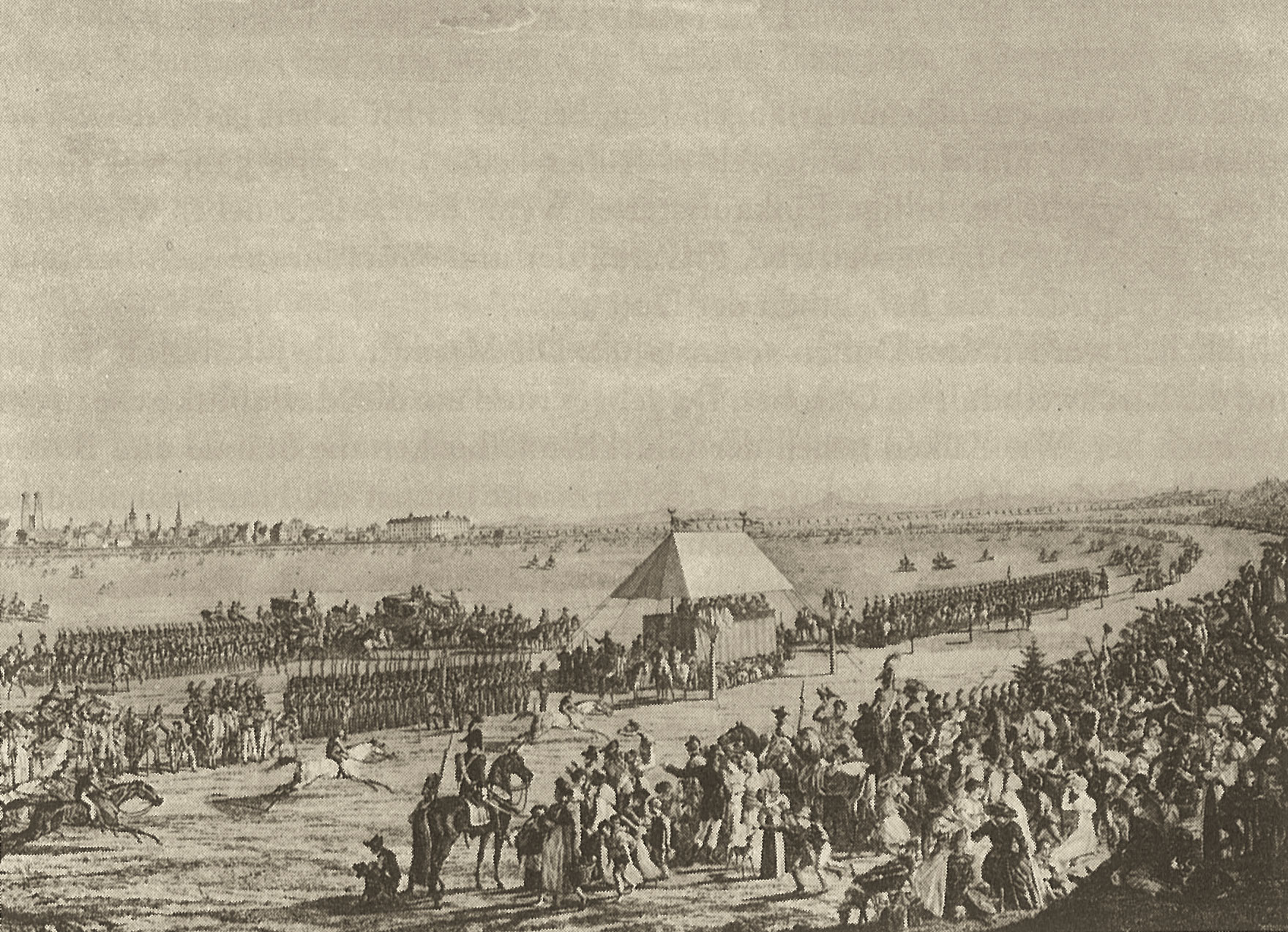
Ein Pferderennen auf der Theresienwiese, um 1811

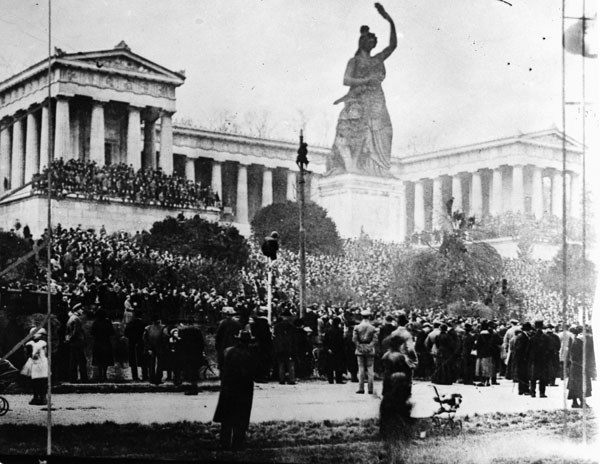
Kundgebung auf der Theresienwiese am 7. November 1918, die den Ausgangspunkt der Novemberrevolution in Bayern markiert

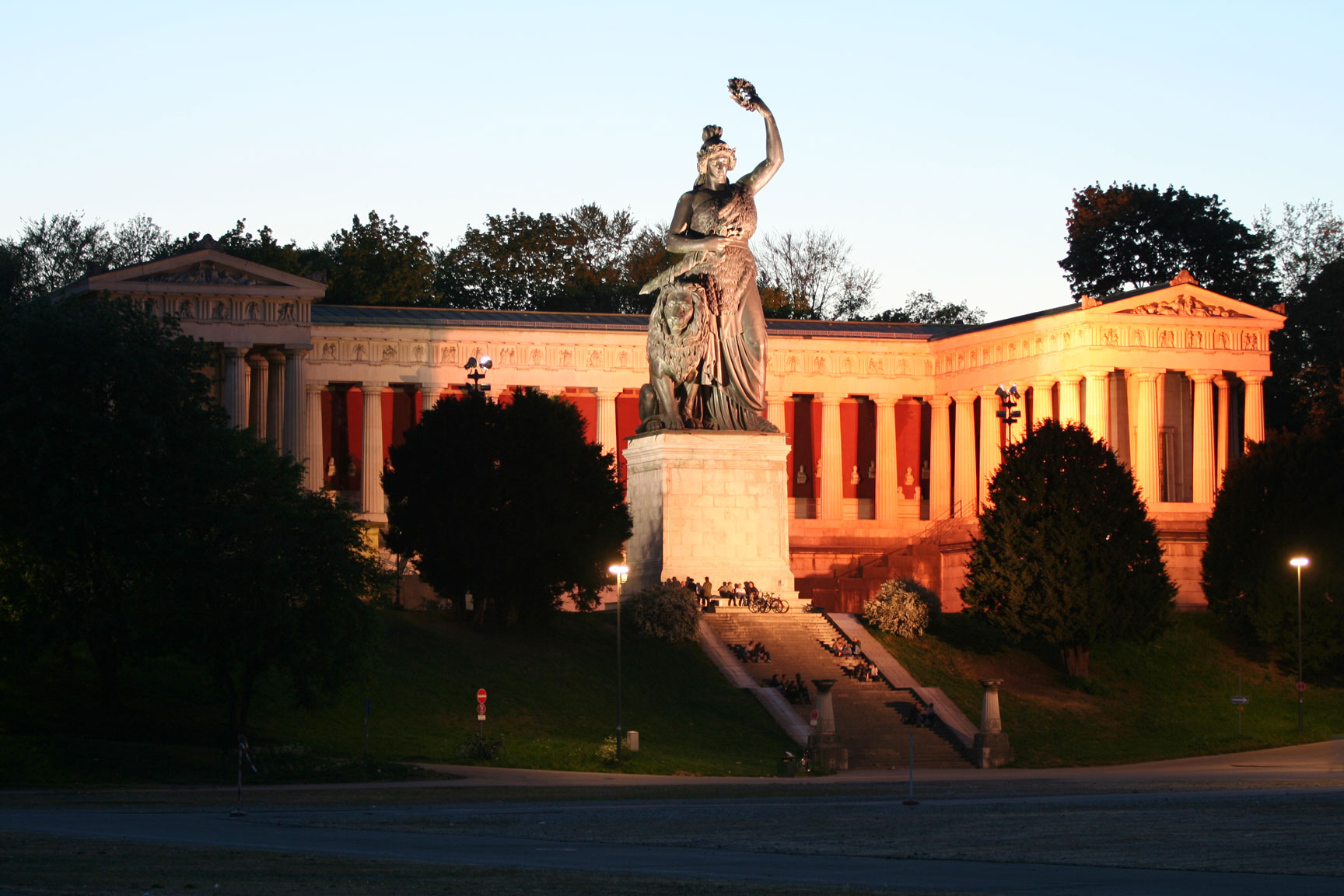
Statue der Bavaria

Theresienwiese là một quảng trường hoặc một khu đất trống đặc biệt với 42 hecta tại Ludwigsvorstadt-Isarvorstadt ở München. Nó chỉ bị chia cắt từ phía tây sang phía đông bởi Matthias-Pschorr-Strasse, mà chỉ dành cho người đi bộ và người đi xe đạp, ở phía tây dẫn tới bức tượng Bavaria và về phía đông quảng trường Esperanto.

## Lịch sử
Theresienwiese được đặt theo tên của Công chúa Therese của Saxe-Hildburghausen, vợ của Thái tử Bayern, Ludwig, sau đó là Vua Ludwig I. Vào ngày 12 tháng 10 năm 1810, cặp đôi cưới nhau. Vào cuối những ngày lễ cưới kéo dài cả ngày, một cuộc đua ngựa đã được tổ chức vào ngày 17 tháng 10. Nó được tổ chức bởi một doanh nhân ngân hàng Andreas Michael Dall'Armi. Cho đôi vợ chồng mới cưới, một lều đã được dựng lên nơi họ tiếp nhận sự tôn kính của 16 cặp trẻ. 50.000 [1] khán giả tụ tập trên một sườn đồi phía trên vùng đồng cỏ, với sự chấp thuận của hoàng gia được gọi là "Theresiens Wiese". người thắng cuộc của cuộc đua ngựa là người cưỡi xe ngựa Franz Baumgartner. 
Quyết định lặp lại cuộc đua vào năm sau đã tạo ra truyền thống của Oktoberfest. Ngay từ năm 1811, lễ hội nông nghiệp đầu tiên (của Hiệp hội Nông nghiệp được thành lập ở Bayern năm 1810) đã tham gia vào cuộc đua ngựa với một cuộc triển lãm về chăn nuôi gia súc nội địa.